# Landinspektør
Landinspektør (cand.geom.) er en dansk akademisk titel for en person, der har gennemført en fem-årig uddannelse i landinspektørvidenskab ved Aalborg Universitet. Landinspektøren arbejder med ejendomsret og rådgivning, (by-)planlægning, arealforvaltning, geografiske informationssystemer samt opmåling og kortlægning. Iht. lov om udstykning har en landinspektør med beskikkelse eneret til at udføre matrikulært arbejde, f.eks. udstykning og ændring af skel mellem ejendomme. En beskikkelse udstedes af Klima-, Energi- og Forsyningsministeren og kan opnås med eksamen i landinspektørvidenskab samt mindst tre års praktisk erfaring i matrikulært arbejde.
I 1768 blev den første landinspektør beskikket af kongen. På den tid havde landinspektøren typisk en militær baggrund med erfaring med kortlægning. Formålet var at opmåle landbrugsjord med henblik på beskatning af denne. Landinspektøren har spillet en stor rolle i 1780'ernes landboreformer samt ekspropriationer ifbm. etablering og udbygning af jernbanenettet i slutningen af 1800-tallet. Den første egentlige landinspektøruddannelse blev oprettet ved Den Kongelige Veterinær- og Landbohøjskole i 1858, og den forblev her frem til 1974, hvor den blev flyttet til Aalborg Universitet.
Den brede landinspektøruddannelse er unik for Danmark, men kan dog i et vist omfang sammenlignes med de norske jordskiftekandidater og de svenske lantmäteriingenjör.

## Uddannelse
Uddannelsen er 5-årig og foregår ved Aalborg Universitet.
Fra 2007 var det muligt at gennemføre landinspektøruddannelsen i København, og fra sommeren 2012 foregår uddannelsen på det nye Campus i Sydhavnen København.
Uddannelsens sidste 2 år er tilrettelagt som en kandidat i Landinspektørvidenskab, kaldet Surveying, Planning and Land Management. Her skal den studerende have kursusfag indenfor alle grenene af uddannelsen, herunder opmåling, planlægning, matrikulære forandringer og GIS. I kandidatens projektmoduler er der mere frihed til at specialisere sig i de emner den studerende finder interessante, indenfor det brede fagområde. 
Fra 1858 til 1974 var uddannelsen ved Landbohøjskolen.

## Arbejdsområder
En landinspektør evner at kommunikere med mennesker, kan forhandle med mange parter – og manøvrere mellem mange myndigheder for at skabe virkelige løsninger – juridisk og økonomisk. Landinspektøren kan på ekspertniveau beherske den seneste teknik til opmåling, kortlægning og kommunikation af kort- og geodata. Landinspektøren kan "se" løsninger og visualisere dem for kunder og partnere. Landinspektøren kan gennemskue en komplekshed af data om menneskene, stedet, lovgivningen, økonomien i gennemførelse af løsninger, der holder.
I takt med øget digitalisering af kort og forvaltning arbejder landinspektøren med geografiske informationssystemer (GIS) og digital forvaltning (e-Government).

### Praktiserende landinspektør
Den praktiserende landinspektør er indehaver af sit eget private landinspektørfirma som et liberalt erhverv.
En praktiserende landinspektør er beskikket til at have eneret på at udføre matrikulært arbejde.
Det vil sige danne nye ejendomme eller ændre skel/ejendomsgrænser mellem eksisterende ejendomme ved udstykninger og arealoverførsler. Landinspektøren kan gennemføre alt det foregående arbejde med opmåling til skel landmåling, afklare lovligheden, forhandle med ejere og parter, tage hensyn til økonomien relaksation og udarbejde alt materialet til myndighedernes godkendelse af ændringerne. Landinspektøren kan også opdele ejerlejligheder og gennemfører udstykninger af og jordomlægninger mellem landbrugsejendomme.
Landinspektøreren opnår beskikkelse ved 3 års arbejde som assistent ved en praktiserende landinspektør og efter godkendelse ved Geodatastyrelsen (det tidligere Kort & Matrikelstyrelsen).
Landinspektørerne har et professionelt ansvar over for klienter og den statslige myndighed på området.
Der er ca 50 landinspektørfirmaer i Danmark med 180 praktiserende landinspektører (ejere) og 259 ansatte landinspektører (2018).

### Erhvervsaktive landinspektører
Der er godt 1000 erhvervsaktive landinspektører som er beskæftiget i det offentlige (kommuner, regioner, staten og offentligt ejede firmaer), hos private firmaer i øvrigt (Specialopmåling, IT-firmaer, Ingeniørfirmaer) og ved landinspektørfirmaerne i landinspektørbranchen
Arbejdsopgaverne er lige så spredte – fra ejendomsjuridiske konsulentopgaver (gennemførelse af store ejendomsprojekter), over hardcore IT- og GIS-programmering til vanskelige specialist tekniske opmålinger og afsætninger (tunnelbyggeri, brobyggeri).

## Organisationer

### Landinspektørforeningen, før 2022 ‘Den danske Landinspektørforening’
Landinspektørforeningen er en faglig interesseorganisation og fagforening for landinspektørerne.
Foreningen har pr januar 2023 1546 medlemmer, med 1030 erhversaktive medlemmer i alt (landinspektørbranchen 515 medlemmer, kommuner og regioner 211, staten 137, private firmaer i øvrigt 1eemedlemmer). Øvrige medlemmer er stydiemedlemmer og seniorer.
Foreningen har mere end 125 år på bagen. Den blev stiftet den 30. august 1875 af 29 landinspektører.
Landinspektørforeningen har tæt samarbejde med Praktiserende Landinspektørers Forening (PLF), som er arbejdsmarkedsorganisation for de praktiserende landinspektørfirmaer.
DdL og PLF har adskilte politiske beslutningskompetencer og eksterne repræsentationer.
Landinspektørforeningens formål er
- at samle landinspektørerne til varetagelse af standens faglige, økonomiske og sociale interesser,
- at påvirke udviklingen indenfor de landinspektørfaglige områder,
- at hævde den landinspektørvidenskabelige uddannelse og forsknings betydning for samfundet,
- at virke for at medlemmerne vedligeholder og udbygger deres faglige viden,
- at fremme sammenholdet i standen.
Dette sikres ved,
- at foreningen er overenskomspart for de offentligt ansatte og landinspektørerne ansat ved landinspektørfirmaerne,
- at foretage politisk holdningabearbejdning af myndigheder og samarbejdsparter,
- at gennemføre kurser og faglige arrangementer (særligt foreningens 'Fagligt Møde' i februar),
- at udgive fagblad og være informerende ved nyhedsmail og andre medier
Sekretariatet er placeret i fysisk ved Ingeniørforeningen i Danmark på Kalvebod Brygge.

### PLF – Praktiserende landinspektørers forening
Praktiserende Landinspektørers Forening (PLF) er arbejdsgiverorganisation og brancheforening for landinspektørfirmaerne/de praktiserende landinspektører som et liberalt erhverv.
Brancheorganisationen er i forhold til den praktiserende landinspektør aktiv inden for politisk arbejde, faglig udvikling og forretningsudvikling.

### FoFoDaLa – Foreningen For Danske Landinspektørstuderende
Foreningen står for en række sociale og faglige arrangementer for de studerende.
Foreningen FoFoDaLa har en afdeling ved hvert campus, i henholdsvis Aalborg og København.
Foreningen har et nordisk samarbejde med Nordisk Møde, hvor studerende fra Sverige, Norge og Finland hvert år mødes til faglige diskussioner, virksomhedsbesøg, erfaringsudvekslinger og hyggeligt samvær.
Foreningens formand repræsenterer de studerende i Landinspektørforeningens bestyrelse.